# Domitila Huneeus Gana
Domitila Huneeus Gana (Santiago de Xile, 4 de juny de 1874 - Barcelona, 9 d'octubre de 1955) fou una religiosa xilena i creadora de la fundació «Misioneras Hermanas de Betania».
Va néixer a Santiago de Xile, en una important família de Xile. El seu pare va ser ministre i rector de la Universitat de Xile, amb el que tenia una relació molt estreta, i la seva mort va afectar de gran manera a Domitila. Arran d'aquest fet va passar una època molt complicada, i la seva salut es va veure afectada de forma negativa, però també va ser gràcies a aquest fet que va donar un canvi radical a la seva vida, dedicant-la a Déu i l'Església.
Al voltant de l'any 1910 va conversar amb el pare Mateo Crowley sobre la necessitat de crear una congregació religiosa per ajudar a expandir la paraula de Jesucrist. No és fins al 1918 que decideix portar a terme la fundació d'aquesta congregació, finalment el 1921 es reuneix amb el papa Benet XV que l'hi atorgà el vistiplau per a la seva creació. La fundació de les Missioneres Germanes de Betània es crea el 8 de setembre de 1922, data en la qual s'oficia la primera missa. El 9 de maig de 1929 va traslladar-se a Barcelona en companyia d'una germana, per tal de dur a terme la fundació d'una missió, encarregada de la cristianització de la societat, especialment dels obrers.